# Macrobrachium novaehollandiae
Macrobrachium novaehollandiae är en kräftdjursart som först beskrevs av De Man 1908.  Macrobrachium novaehollandiae ingår i släktet Macrobrachium och familjen Palaemonidae. Inga underarter finns listade i Catalogue of Life.